# كلاركسفيل ،مقاطعة أليغاني (نيويورك)
كلاركسفيل، مقاطعة أليغاني (بالإنجليزية: Clarksville, Allegany County, New York)‏ هي بلدة أمريكية تقع في الولايات المتحدة في مقاطعة ألليغاني، نيويورك. يقدر عدد سكانها بـ 1,161 نسمة .